# Cristoforo Terzi
Cristoforo Terzi (Bologna, 1692 – Bologna, 1743) è stato un pittore italiano del tardo barocco.

## Biografia
Parente della pastellista veneziana Margherita Terzi, fu allievo di Giuseppe Maria Crespi. Dipinse un San Petronio inginocchiato davanti alla Vergine per la chiesa di San Giacomo Maggiore e un San Girolamo per la Chiesa dell'Immacolata Concezione a Crevalcore.